# Rohy (Ukraina)
Rohy (ukr. Роги) – wieś na Ukrainie, w obwodzie czerkaskim, w rejonie humańskim, w hromadzie Mańkiwka. W 2001 liczyła 1102 mieszkańców, spośród których 1071 wskazało jako ojczysty język ukraiński, 27 rosyjski, 1 polski, a 3 inny.